# Jamie T
Jamie T (* 8. Januar 1986; eigentlich Jamie Treays) ist ein Musiker aus Wimbledon, England. Seine Musik bedient sich hauptsächlich alltäglicher Instrumente und Geräusche, die mit Hilfe von Sampling in eingängige Pop-Songs arrangiert werden. Durch ungewöhnliche Kombinationen und Anleihen aus verschiedensten Stilrichtungen (Folk, Ska, aber auch elektronische Elemente) entstehen neuartige Musikstücke. Bisher wurden alle Songs in Jamie Ts Wohnzimmer-Studio aufgenommen. Sein Dialekt bringt ihm immer wieder Vergleiche mit Mike Skinner (The Streets) oder Alex Turner von den Arctic Monkeys ein.

## Karriere
Bekannt wurde Jamie T unter anderem als Veranstalter der „Panic Prevention Disco“ im „12 Bar Club“ in Soho. Dort tritt er regelmäßig als DJ und Musiker auf und präsentiert auch weitere Bands. Die begleitende Mixtape-Reihe ist in Fankreisen sehr begehrt. Er steht beim Major-Label Virgin Records unter Vertrag. Außerdem führt er sein eigenes Label Pacemaker Records, auf dem auch seine erste EP erschien. Die Single Sheila brachte ihm im Sommer 2006 den Durchbruch. Sie hielt sich 25 Wochen in den britischen Charts. Mit If You Got the Money und dem Top-10-Hit Calm Down Dearest folgten zwei weitere Singleerfolge. Im Januar 2007 erschien sein erstes Album Panic Prevention (in Deutschland auf Labels/EMI), das Platz 4 in Großbritannien erreichte.
Im Sommer 2007 begleitete er die Beatsteaks auf einigen Konzerten ihrer Tour als Vorprogramm.
Im September 2009 veröffentlichte Jamie T sein zweites Album Kings and Queens, mit dem er auch in Australien und den deutschsprachigen Ländern erfolgreich war. Es erreichte Platz 2 in den UK-Charts und brachte ihm mit Sticks 'n' Stones und Chaka Demus zwei weitere Singlehits.
Am 29. September 2014 wurde sein drittes Album Carry On the Grudge veröffentlicht. Es war sein drittes Top-5-Album in Großbritannien. Mit Zombie brachte es jedoch nur einen kleineren Singlehit hervor.
Am 2. September 2016 wurde sein viertes Album Trick veröffentlicht.
Im Juli 2017 wurde der Song Hate to Love als Single-Auskopplung zum Album Yours der Beatsteaks veröffentlicht, an dem Jamie T als Autor und Sänger mitwirkte.
Am 22. Juli 2022 wurde sein fünftes Album The Theory of Whatever veröffentlicht.

## Diskografie

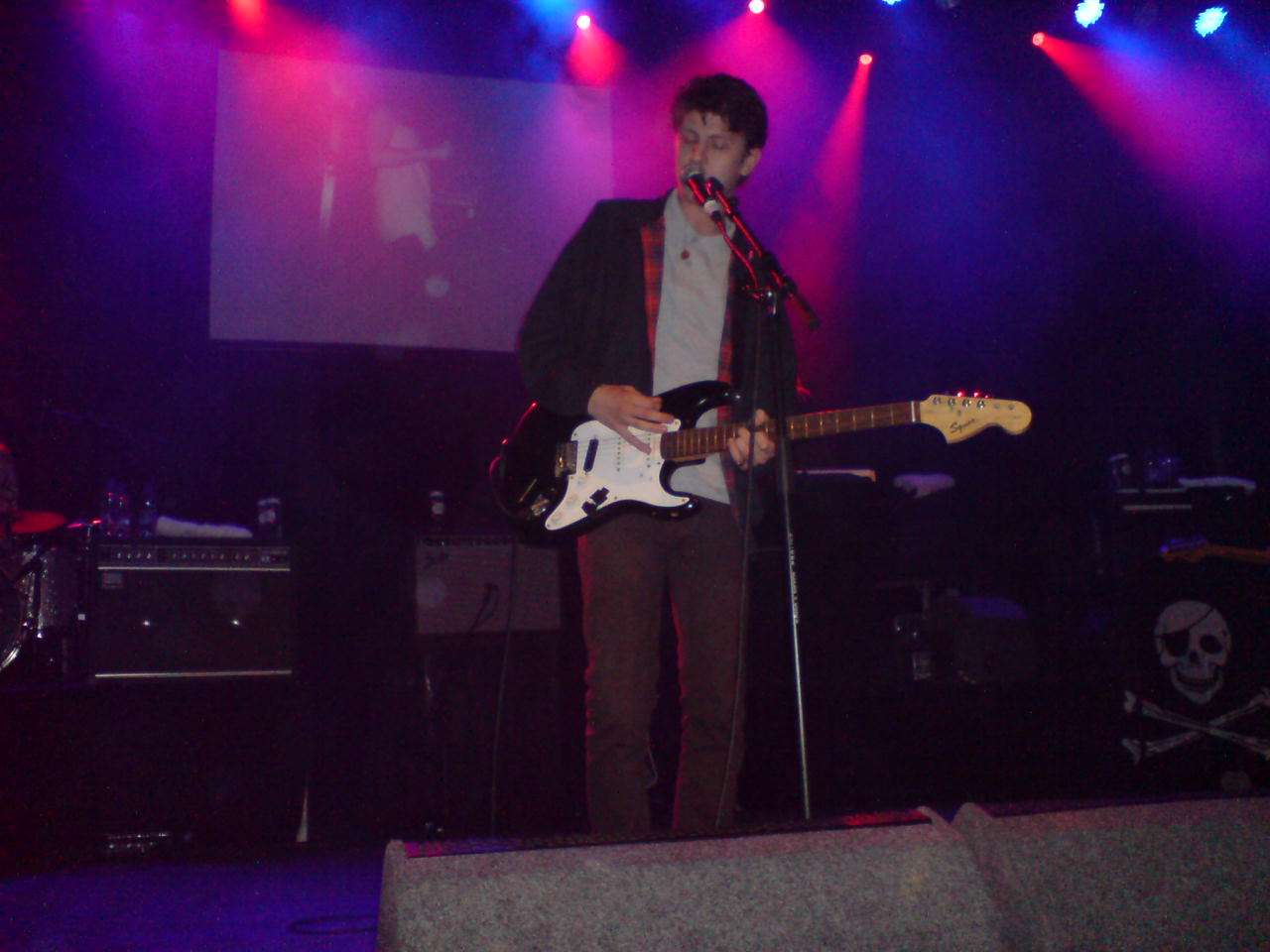
Jamie T, 2007

### Alben
- 2007: Panic Prevention
- 2009: Kings and Queens
- 2014: Carry On the Grudge
- 2016: Trick
- 2018: B-Sides (06-17)
- 2022: The Theory of Whatever

### EPs
- 2006: Betty and the Selfish Sons
- 2009: Sticks ’n’ Stones
- 2009: Chaka Demus
- 2009: The Man’s Machine
- 2010: Emily’s Heart
- 2015: Magnolia Melancholia

### Singles
- 2006: Sheila
- 2006: If You Got the Money
- 2007: Calm Down Dearest
- 2009: Sticks ’n’ Stones
- 2009: Chaka Demus
- 2009: The Man’s Machine
- 2010: Emily’s Heart
- 2014: Don’t You Find
- 2014: Zombie
- 2015: Rabbit Hole
- 2016: Tinfoil Boy
- 2016: Power Over Men
- 2016: Drone Strike
- 2022: The Old Style Raiders
- 2022: St. George Wharf Tower
- 2022: Between the Rocks

### Sonstiges
- 2006: Selfish Sons (7")
- 2006: Salvador (7")